# Никола Георгиевски
Никола Сотиров Георгиевски (на македонска литературна норма: Никола Георгиевски) е епидемиолог от Социалистическа Република Македония, професор в Медицинския факултет в Скопие.

## Биография
Роден е в град Скопие на 15 декември 1922 г. Записва се да следва медицина в София през 1941 г.
Прекъсва следването си през 1944 г. и се включва в комунистическата съпротива в Македония.
Завършва медицина в Загреб през 1949 г. Специализира по хигиена през 1954 г. Учи в Париж през 1952 – 1953 г.
От 1951 г. е асистент в Скопие, преподавател е от 1956 г. Става доцент през 1961 г. В периода 1952-1965 г. е декан на катедрата по хигиена и социална медицина в Медицинския факултет в Скопие.
От 1962 г. е министър на народното здраве на Македония. От 1965 до 1966 г. е съюзен заместник-министър на здравето на Югославия, а от 1967 до 1972 г. е съюзен министър на здравето и социалната политика.
В периода 1972 – 1976 г. е председател на Червения кръст на Югославия. Получава награда за АВНОЮ през 1975 г.
Работи в Регионалното бюро на Световната здравна организация за Западния Пасифик през 1982 г. След това е директор на Съюзния санитарен инспекторат до пенсионирането си през 1988 г.
През 1990 г. се преселва в Канада, основава хуманитарната организация „Канадски приятели на деца със заплашено здраве“. Живее в Торонто до смъртта си на 3 февруари 2000 г.